# Enrique Bátiz Campbell

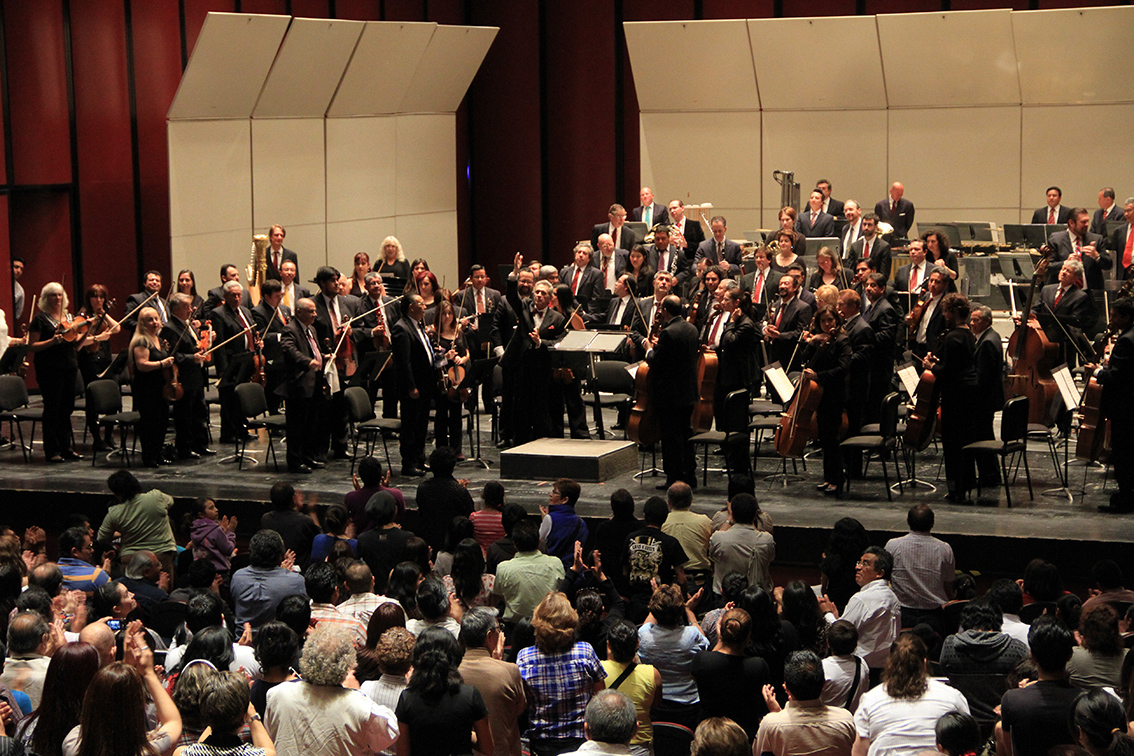
Orchestra Sinfonica dello Stato del Messico

Enrique Bátiz Campbell (Città del Messico, 4 maggio 1942 – 30 marzo 2025) è stato un direttore d'orchestra e pianista messicano.

## Biografia

### Primi anni e formazione
Bátiz iniziò a studiare pianoforte all'età di 8 anni con Francisco Agea. Continuò gli studi 10 anni dopo con  György Sándor. Dopo due anni alla Southern Methodist University di Dallas, divenne allievo di Adele Marcus alla Juilliard School, dove studiò anche direzione d'orchestra. Nel 1964 fece diverse tournée nazionali come pianista e nel 1965 fu semifinalista al Concorso Pianistico Internazionale Marguerite Long di Parigi. Dal 1967 al 1970 ha proseguito gli studi di pianoforte in Polonia con Zbigniew Drzewiecki ed ha studiato anche direzione d'orchestra con Stanisław Wisłocki. Nel 1970 è stato finalista al Concorso pianistico internazionale Ferruccio Busoni in Italia.

### Carriera
Un tour di concerti del 1967 vide esibizioni con la Filarmonica di Łodz e Stettino. Tornò in Messico nel 1969. Il suo debutto come direttore d'orchestra fu al Palacio de Bellas Artesnel 1969 con l'Orchestra Sinfonica di Xalapa. Nel 1970 realizzò una serie di registrazioni di pianoforte le società radiotelevisive polacca e salisburghese. Nell'aprile 1971 fu nominato direttore artistico, direttore d'orchestra e fondatore della State of Mexico Symphony Orchestra (OSEM). Continuò nella carica fino al 1983. Fu poi direttore musicale dell'Orchestra Filarmonica di Città del Messico dal 1983 al 1989. Fuori dal Messico, nel 1984, Bátiz fu nominato direttore ospite della Royal Philharmonic Orchestra. Nel 1990 ha ripreso la direzione dell'OSEM, rimanendovi fino al 2017. Bátiz si è poi ritirato come direttore musicale, ufficialmente per motivi di salute legati alla morbo di Parkinson. Ha inciso per etichette come EMI International, ASV Records, Musical Heritage Society, Naxos, Pickwick e RPO Records. Ha effettuato circa 145 registrazioni: 58 con la State of Mexico Symphony, 41 con la Royal Philharmonic Orchestra, 19 con la Orchestra Filarmonica di Città del Messico, 12 con la London Philharmonic, nove con la London Symphony, tre con la Philharmonia, due con la Royal Liverpool Philharmonic ed una con l'Orchestra della Toscana. Ha registrato l'integrale delle nove sinfonie di Beethoven, l'integrale dei brani per orchestra di Joaquin Rodrigo, Manuel M. Ponce e Georges Bizet e otto volumi di musica messicana. Nel 1997 Bátiz e l'OSEM hanno registrato le sei sinfonie e altre opere di Čajkovskij, le quattro sinfonie di Brahms e le quattro sinfonie di Robert Schumann.

### Premi
Nel corso della sua carriera, Bátiz ha ricevuto numerosi premi. Tra questi La primera Presea Bienal in Art della Confederazione dei Professionisti dello Stato del Messico, il Premio Internazionale Mercurio d'Oro di Roma (il primo assegnato ad un artista latino-americano) e le medaglie Aquila di Jose Marti e Tlatelolco. Nel 1986 il Brasile gli ha conferito la medaglia Rio Branco per aver realizzato la prima registrazione digitale delle nove Bachianas brasileiras di Heitor Villa-Lobos. L'Unione messicana delle emittenti teatrali e musicali lo ha nominato l'artista più illustre dell'anno quattro volte (1971, 1981, 1983 e 1996). Nel 1991 ha ricevuto la medaglia Mozart dal Domecq Cultural Institute. Nel 1995 ha vinto il premio "Stato del Messico". Nel 1994, per il suo contributo alla cultura musicale dello Stato del Messico e del mondo musicale, ha ricevuto il premio Suor Juana Ines de la Cruz per le arti e le lettere. Come riconoscimento dei suoi successi, è stato dichiarato Mexiquense Destacado, o "Messicano Eccezionale".